# Germán Villa
Germán Villa Castañeda, mais conhecido como Germán Villa (Cidade do México, 2 de abril de 1973) foi um futebolista profissional mexicano, que atuava como zagueiro. onde seu último clube foi o Club Irapuato.

## Carreira
Villa representou a Seleção Mexicana de Futebol nas Olimpíadas de 1996.

## Títulos
Seleção Mexicana
- Copa das Confederações: 1999